# Device (Pop-Rock-Band)
Device war ein kurzlebiges US-amerikanisches Pop-Rock-Trio, das aus der Keyboarderin, Bassistin und Sängerin Holly Knight, dem Sänger Paul Engemann und dem Gitarristen Gene Black bestand.

## Karriere
Das einzige Album der Gruppe, 22B3, wurde im Frühling 1986 veröffentlicht. Das ausgekoppelte Hanging on a Heart Attack erreichte Platz 35 der US-Charts, die zweite Single Who Says schaffte es auf Platz 79. Beide Lieder wurden als Maxis mit Remix-Versionen veröffentlicht, die Videos gelangten in die Rotation bei MTV. Die dritte Single aus dem Album, das Platz 73 in den Billboard 200 erreichte und von Mike Chapman produziert wurde, wurde Didn’t I Read You Right.

## Werke außerhalb der Band
Knight, die als Songschreiberin bekannter ist, begann ihre Karriere Anfang der 1980er Jahre mit der Band Spider. Sie schrieb Hits für Pat Benatar, Scandal, Heart, Cheap Trick, Tina Turner und viele andere. Turner coverte Spiders Better Be Good to Me auf ihrem Album Private Dancer und hatte damit einen Hit im Jahre 1984.
Nach der Trennung von Device veröffentlichte Holly Knight 1988 ein gleichnamiges Soloalbum, auf dem auch ihre eigene Version von Love Is a Battlefield, das sie für Pat Benatar geschrieben hatte, zu finden war und schrieb weiter Lieder für andere Künstler. Sie veröffentlichte Ende der 1980er ein weiteres Soloalbum.
Paul Engemann, der vorher auf Soundtracks, die von Giorgio Moroder produziert wurden, sang, schloss sich Animotion an. Er ersetzte den ursprünglichen Sänger Bill Wadhams und sang mit Cynthia Rhodes bei Animotions Top-10-Hit Room to Move aus dem Soundtrack des Films Meine Stiefmutter ist ein Alien. Zufälligerweise nahm Knight die Originalversion von Animotions größtem Hit Obsession als Duett mit Michael Des Barres auf; die beiden schrieben das Lied, das auf dem Soundtrack des Films Ein himmlischer Lümmel aus dem Jahr 1983 erschien, zusammen. Nach der Auflösung von Animotion zog sich Engemann von der Musik zurück.
Gene Black arbeitete weiter als Sessionmusiker und spielte in der Band Wild Blue, deren bekannteste Singles Fire with Fire und International Language of Dance waren.
22B3 wurde 2007 von Renaissance Records auf CD wiederveröffentlicht.

## Diskografie

### Alben
- 1986: 22B3

### Singles
- 1986: Hanging on a Heart Attack
- 1986: Who Says
- 1986: Didn’t I Read You Right
- 1986: Who’s on the Line
- 1986: Pieces on the Ground